# 김봉길
김봉길(金奉吉, 1966년 3월 15일~)은 대한민국의 전직 축구 선수 출신 현 축구 지도자로 현재 중국 을급리그의 우시 우고 감독직을 맡고 있으며 현역 시절 제주 SK와 전남 드래곤즈에서 공격수로 활약했다.

## 클럽 경력
1988년 연세대학교를 졸업한 뒤 이듬해인 1989년 제주 SK(당시 유공 코끼리) 입단을 통해 프로에 입문하여 1994년까지 팀의 주축 공격수로 활약하며 1989년 K리그 우승, 1994년 K리그 준우승, 1994년 리그컵 우승 등에 기여했고 1993 시즌에는 베스트 11 미드필더 부문에 선정되는 영예를 안았다.
이후 1995년 전남 드래곤즈로 이적하여 1998년 은퇴할 때까지 리그 74경기 13골을 터뜨리며 1997년 K리그 준우승, 1997년 FA컵 우승, 1997년 리그컵 준우승, 1998-99년 아시안 컵위너스컵 준우승 등에 공헌했다.

## 국가대표팀 경력
1988년 AFC 아시안컵 본선 엔트리에 이름을 올리며 처음으로 국가대표팀 유니폼을 입은 이후 일본과의 이 대회 A조 조별리그 3차전 경기에서 A매치 데뷔전을 치르며 팀의 준우승에 일조했으며 이후 1996년까지 A매치 통산 4경기에 출전했다.

## 지도자 경력
1999년부터 2004년까지 부평고등학교와 용인시축구센터의 감독을 맡다가 이후 2005년 친정팀인 전남 드래곤즈 수석 코치로 선임되며 FA컵 2회 연속 우승, 2008년 리그컵 준우승을 이끌었으며 2008년 고향팀인 인천 유나이티드의 코치로 이적하여 2010년 일리야 페트코비치 감독 사임 이후 감독 대행을 맡기도 했다.
2012년에도 시즌 중반 허정무 감독 사임 이후 인천의 감독 대행을 맡아 팀의 강등권 탈출을 이끌었고 이에 대한 공로를 인정받아 같은 해 7월 16일 인천의 정식 감독으로 선임되어 상위스플릿 진입에는 실패했지만 후반기 무패 행진을 이끌며 9위로 시즌을 마쳤다.
그리고 감독 2년차였던 2013 시즌에서는 인천을 상위스플릿에 진출시키며 성공적인 시즌을 보냈고 이듬해인 2014 시즌에서는 극심한 성적 부진에 시달리다가 10위로 간신히 1부 리그 잔류에 성공했지만 2014 시즌 후 경질되면서 2년만에 감독직에서 물러났다.
그로부터 3년 후인 2017년 초당대학교 감독을 맡다가 대한민국 U-23 대표팀 감독으로 선임되어 2018년 AFC U-23 챔피언십 4강 진출을 견인했지만 대회 내내 최악의 경기 운영을 보이면서 결국 이 대회 이후 U-23 대표팀 감독직에서 물러났으며 후임으로는 김학범 전 광주 FC 감독이 선임되었다.
그리고 2018년부터 2019년까지 경기대학교 감독으로 지내다가 2020년 중국 갑급리그 소속팀인 산시 장안 애슬레틱의 감독직을 맡아 산시를 2020 시즌 갑급리그 중위권팀으로 만들었고 이후 산시를 떠나 윈난성 U-18 대표팀 감독을 거쳐 2022년 12월 20일 중국 갑급리그 승격팀인 옌볜 룽딩의 사령탑으로 부임했다.
그리고 부임 첫 시즌인 2023 시즌에는 8승 12무 10패·16팀 중 8위라는 무난한 성적을 이끌었고 그 후 2024 시즌 도중 구단과의 의견 충돌로 자진 사임하기까지 20경기 연속 홈 경기 무패 행진(10승 10무)이라는 중국 축구 역사상 유례없는 진기록을 작성했으며 귀국 후 고향인 인천에서 가족과 시간을 보내고 있다.

## 경력 통계

### 클럽
| 클럽          | 시즌 | 리그 | 리그 | 국내 컵 | 국내 컵 | 리그 컵 | 리그 컵 | 대륙 대회 | 대륙 대회 | 통산 | 통산 |
| 클럽          | 시즌 | 출장 | 득점 | 출장    | 득점    | 출장    | 득점    | 출장      | 득점      | 출장 | 득점 |
| ------------- | ---- | ---- | ---- | ------- | ------- | ------- | ------- | --------- | --------- | ---- | ---- |
| 유공 코끼리   | 1989 | 24   | 5    | -       | -       | -       | -       | -         | -         | 24   | 5    |
| 유공 코끼리   | 1990 | 27   | 5    | -       | -       | -       | -       | -         | -         | 27   | 5    |
| 유공 코끼리   | 1991 | 6    | 0    | -       | -       | -       | -       | -         | -         | 6    | 0    |
| 유공 코끼리   | 1992 | 25   | 4    | -       | -       | 9       | 0       | -         | -         | 34   | 4    |
| 유공 코끼리   | 1993 | 29   | 8    | -       | -       | 1       | 0       | -         | -         | 30   | 8    |
| 유공 코끼리   | 1994 | 26   | 1    | -       | -       | 4       | 0       | -         | -         | 30   | 1    |
| 전남 드래곤즈 | 1995 | 25   | 5    | -       | -       | 7       | 3       | -         | -         | 25   | 4    |
| 전남 드래곤즈 | 1996 | 32   | 7    |         |         | 4       | 0       | -         | -         | 36   | 7    |
| 전남 드래곤즈 | 1997 | 15   | 1    |         |         | 18      | 5       | -         | -         | 33   | 6    |
| 전남 드래곤즈 | 1998 | 2    | 0    |         |         | 11      | 0       | -         | -         | 13   | 0    |
| 통산          | 통산 | 211  | 36   |         |         | 55      | 8       | 0         | 0         | 266  | 44   |

## 수상

### 클럽 (선수)
제주 SK
- K리그1 : 우승 (1989), 준우승 (1994)
- 리그컵 : 우승 (1994)

전남 드래곤즈
- K리그1 : 준우승 (1997)
- FA컵 : 우승 (1997)
- 리그컵 : 준우승 (1997)
- 아시안 컵위너스컵 : 준우승 (1998-99)

### 국가대표팀 (선수)
대한민국
- AFC 아시안컵 : 준우승 (1988)

### 클럽 (지도자)
전남 드래곤즈 (수석 코치)
- FA컵 : 우승 (2006, 2007)
- 리그컵 : 준우승 (2008)

### 국가대표팀 (지도자)
대한민국 U-23
- AFC U-23 아시안컵 : 4위 (2018)

## 가족 관계
- 김봉길의 아들인 김신철 역시 축구 선수로 활동하다가 2020년 천안 시티를 끝으로 현역에서 물러났다.